# T-ペイン
T-ペイン（T-Pain、本名:ファヒーム・ラシード・ナジム、1985年9月30日 - ）は、アメリカ合衆国フロリダ州タラハシー出身のシンガーソングライター、ラッパー、音楽プロデューサーである。
過去に出したアルバムの内、3枚がゴールドディスク以上を獲得、そして5曲以上のTop10シングルを世に送り出している。

## 略歴
1985年9月30日にフロリダ州タラハシーで生まれる。小さい頃から音楽に慣れ親しんで育った彼は、僅か10歳の時に自宅のベッドルームを小さなスタジオに改造し、曲作りを始めていた。
その後ステージ名を「T-Pain」とし、本格的に音楽活動を始める。なおこの「T-Pain」という名前は「Tallahassee Pain（タラハシーの痛み）」から来ており、ムスリムである彼のタラハシーでの辛かった思い出が表されている。もともとDa Nappy Heazというラップ・グループに在籍していたが、その後ソロに転向。
その後も地道に音楽活動を続けていき、2005年に、エイコンの人気曲「Locked Up」をサンプリングした「F**ked Up」を発表したところ、たまたまこれを聴いたエイコン本人に気に入られ、彼が主催するジャイヴ・レコード傘下のKonvict Muzik labelからメジャーデビューを果たす。12月になると、1stアルバム『Rappa Ternt Sanga』を発表し、全米アルバムチャート初登場33位を記録。50万枚以上を売り上げ、結果的にゴールドディスクに認定されている。
2007年6月5日、2ndアルバム『Epiphany』を発表し、彼自身初となる全米初登場1位を記録。一気に人気が爆発し、結果的に150万枚以上を売り上げプラチナムディスクに認定された。その後も、彼の快進撃は続き、後に開催された第50回グラミー賞にて、彼がフィーチャリングされたカニエ・ウェストの「Good Life」が最優秀ラップ・ソングを受賞している。
2008年11月11日、3rdアルバム『Thr33 Ringz』を発表。初登場4位を記録し、現在までに50万枚以上を売り上げ、ゴールドディスクに認定されている。
2011年12月6日、4thアルバム『RevolveR』がリリースされた。
2017年11月17日、5thアルバム『Oblivion』をリリースした。
2019年2月27日、6thアルバム『1UP』をリリースした。

## 特徴
楽曲内で彼の発する声は、オートチューンというDAWプラグインを使用してロボットの様な声質へと加工されている。
これまでもDaft Punk等多くのダンス系アーティストがボコーダーを使用して人気を博してきたが、高い歌唱力を要するR&Bシンガーが全編に渡り使用した例は非常に少なく、デビュー当時のインパクトは凄まじかったようだ。また、彼は「フィーチャリングキング」としても知られ、これまで数多くのヒット曲へゲスト参加している。
ファッション面での特徴として、トップハットに白いオークリーサングラスが長らく彼のトレードマークであった。

## ディスコグラフィー
スタジオ・アルバム
- Rappa Ternt Sanga (2005年)
- Epiphany (2007年)
- Thr33 Ringz (2008年)
- Revolver (2011年)
- Oblivion (2017年)
- 1UP (2019年)
- On Top of the Covers（2023年）